# 加藤和恵
加藤 和恵（かとう かずえ、1980年7月20日 - ）は、日本の漫画家。女性。東京都出身。代表作は『ロボとうさ吉』、『青の祓魔師』。

## 来歴
2000年（当時19歳）、第59回手塚賞に『僕と兎』が準入選し、『赤マルジャンプ』に『赤茄子』が掲載される。その後、同人誌『虹色マンション』の連載作家として活躍し、『月刊少年シリウス』創刊のために招集された。
また、かつて加藤しげるという名義で『季刊S』に短編を掲載した経緯がある。
2009年に『ジャンプSQ』にて『青の祓魔師』を連載開始。2011年・2017年にテレビアニメ化、2012年に映画化された。

## 作品
- 1999年 11月期天下一漫画賞『魔女とうさぎとオイラ』
- 2000年 『赤マルジャンプ』2000SUMMER（集英社） - 第59回手塚賞準入選作品「僕と兎」
- 2001年 『赤マルジャンプ』2001SPRING（集英社） - 『赤茄子』
- 2003年 『季刊S』（飛鳥新社） - 『赤い大地に生まれた戦士のはなし』
- 2004年 『季刊S』（飛鳥新社） - 『乙女の祈り』『主と某』『ニライ』『人生街道はぐれ星』『USABOY!!!』
- 2005年 『月刊少年シリウス』創刊号（講談社） - 『ロボとうさ吉』（2005年 - 2006年）
- 2006年 『月刊少年シリウス』12月号（講談社） - 『スターゲイザー』
- 2008年
  - 『ジャンプSQ.II』第1号（集英社） - 『ホシオタ』
  - 『ジャンプSQ』9月号（集英社） - 青の祓魔師 読み切り版『深山鶯邸事件』
- 2009年
  - 『ジャンプSQ』5月号（集英社） - 『青の祓魔師』連載開始[5]
  - 『週刊マンガ日本史』第2号（朝日新聞出版） - 『聖徳太子』
- 2014年
  - 『デンキ街の本屋さん』（第7話エンドカード）
- 2021年
  - 『ゴジラ S.P ＜シンギュラポイント＞』（キャラクターデザイン原案[7]）
  - 『ジャンプSQ』10月号（集英社） - 『営繕かるかや怪異譚』短期集中連載開始[8]

### 読切作品
『TIME KILLERS 加藤和恵短編集』（2011年刊、集英社）
収録作品：
| タイトル                       | 発表期間                                | 注記 |
| ------------------------------ | --------------------------------------- | ---- |
| 僕と兎                         |                                         |      |
| 赤茄子                         |                                         |      |
| 赤い大地に生まれた戦士のはなし |                                         |      |
| USA BOY!!!                     |                                         |      |
| ひめごろも取説漫画             | 『季刊S』付録の着せ替え人形の使い説明書 |      |
| 人生街道はぐれ星               |                                         |      |
| ニライ                         |                                         |      |
| 主と某                         |                                         |      |
| 乙女の祈り                     |                                         |      |
| ホシオタ                       |                                         |      |
| 深山鶯邸事件                   |                                         |      |

## アシスタント
- 遠藤達哉[10]